# Soracá
Soracá là một khu tự quản thuộc tỉnh Boyacá, Colombia. Thủ phủ của khu tự quản Soracá đóng tại Soracá Khu tự quản Soracá có diện tích ki lô mét vuông. Đến thời điểm ngày 28 tháng 5 năm 2005, khu tự quản Soracá có dân số 6144 người.